# El orgullo de los Yanquis
El orgullo de los Yanquis (título original: The Pride of the Yankees) es una película estadounidense de 1942 dirigida por Sam Wood y protagonizando Gary Cooper, Teresa Wright, y Walter Brennan. Es un tributo a los Yanquis de Nueva York y a su legendario primera base Lou Gehrig, quién murió sólo un año antes de su estreno, a la edad de 37, de esclerosis lateral amiotrófica, la cual más tarde se llamó "enfermedad de Lou Gehrig".
La película es menos una biografía que un homenaje a un héroe del deporte cuya muerte trágica y prematura tocó a la nación entera. Enfatiza la relación de Gehrig con sus padres, sus amistades y periodistas, y su idilio con Eleanor. Detalles de su carrera de béisbol -que estaba todavía fresca en la memoria en 1942- están más bien sobreentendidos.
Yanquis como Babe Ruth, Bob Meusel, Mark Koenig, y Bill Dickey se interpretan a sí mismos. La película estuvo adaptada por Herman J. Mankiewicz, Jo Swerling, y Casey Robinson de una historia de Paul Gallico, y recibió 11 nominaciones a los Premios de la Academia. Su clímax es el discurso de despedida en el estadio de los Yanquis. La última frase -"Hoy, me considero el hombre más afortunado en la faz de la Tierra" -estuvo votada 38.º en la lista del Instituto de Película Americano de las 100 mejores frases de película. Además, la cinta fue clasificada para el AFI's 10 Top 10 en la categoría "Películas de deporte", junto a Fuego de juventud (1944).

## Sinopsis
Lou Gehrig (Cooper) es un joven estudiante universitario cuya madre (Elsa Janssen) quiere que sea ingeniero. Pero él tiene un don para el béisbol. Un periodista (Brennan) avisa a un ojeador y Gehrig firma con el equipo de sus sueños: los Yanquis de Nueva York. Con la ayuda de su padre (Ludwig Stössel), intenta mantener su carrera en secreto para su madre.
Gehrig trabaja duro. Su héroe, Babe Ruth, es al principio condescendiente con el novato, pero pronto se gana su admiración.
Durante un partido en Comiskey Park, Gehrig conoce a Eleanor (Wright), más tarde se casarán.
Los Yanquis llegar a ser el equipo dominante en béisbol, y Gehrig se convierte en el favorito de sus seguidores. Su padre y también su madre están orgullosos. En una recreación de una famosa (y posiblemente apócrifa) anécdota, Gehrig visita a un chico encamado (Gen Collins) en un hospital. Promete dar dos carreras en un juego de la Serie Mundial solo en honor del chico y cumple su promesa.
Gehrig es un héroe nacional en la cumbre de su carrera con multitud de seguidores, muchos amigos leales, y una mujer de adorar.
La mujer de Gehrig le miente al mánager de Gehrig. Le dice que sabe que su marido la esta engañando. Finalmente, van a buscarle y le ven jugando béisbol con algunos niños. El mánager se enoja con la esposa.
Entonces empieza a notar, con creciente alarma, que su fuerzas se agotan. Aunque continúa jugando, su condición física merma. Un día, en Detroit, le dice al director de los Yanquis Joe McCarthy (Harry Harvey) que no puede seguir. Después de un examen médico, el doctor le da la terrible noticia: Gehrig tiene una enfermedad rara, incurable y tiempo escaso de vida.
Un año más tarde, el niño del hospital ha crecido (David Holt), encuentra a Gehrig y le muestra que ha tenido una recuperación plena, inspirado en el ejemplo de su héroe. Entonces, mientras Eleanor llora, Gehrig se dirige al público del estadio: "... Hoy, me considero el hombre más afortunado en la faz de la Tierra."

## Reparto
- Gary Cooper ... Lou Gehrig
- Teresa Wright ... Eleanor Gehrig
- Babe Ruth ... Él mismo
- Walter Brennan ... Sam Blake
- Dan Duryea ... Hank Hanneman
- Elsa Janssen ... Mamá Gehrig
- Ludwig Stössel ... Papá Gehrig
- Virginia Gilmore ... Myra
- Bill Dickey ... Él mismo
- Ernie Adams ... Miller Huggins
- Pierre Watkin ... Sr. Twitchell
- Harry Harvey ... Joe McCarthy
- Robert W. Meusel ... Él mismo
- Mark Koenig ... Él mismo
- Bill Stern ... Él mismo
- Addison Richards ... Entrenador

## Premios y otros reconocimientos
El editor de la película Daniel Mandell ganó un Premio de la Academia por su trabajo en El Orgullo de los yanquis. La película recibió diez nominaciones:
- Mejor Actor (Cooper)
- Mejor Actriz (Wright)
- Dirección de Arte mejor Decoración de Interior
- Cinematografía mejor, Negro-y-Blanco
- Mejores Efectos Especiales (Jack Cosgrove, Ray Binger, Thomas T. Moulton)
- Mejor Música
- Mejor Película
- Mejor Sonido (Thomas T. Moulton)
- Mejor Guion Original
- Mejor Guion Adaptado

El Instituto de Película americano coloca El Orgullo de los yanquis en el puesto 22.º en su lista de las 100 películas más inspiradoras en cine americano. Gehrig estuvo nombrado el 25.º héroe más grande en cine americano por el AFI en 2003.